# Vinter

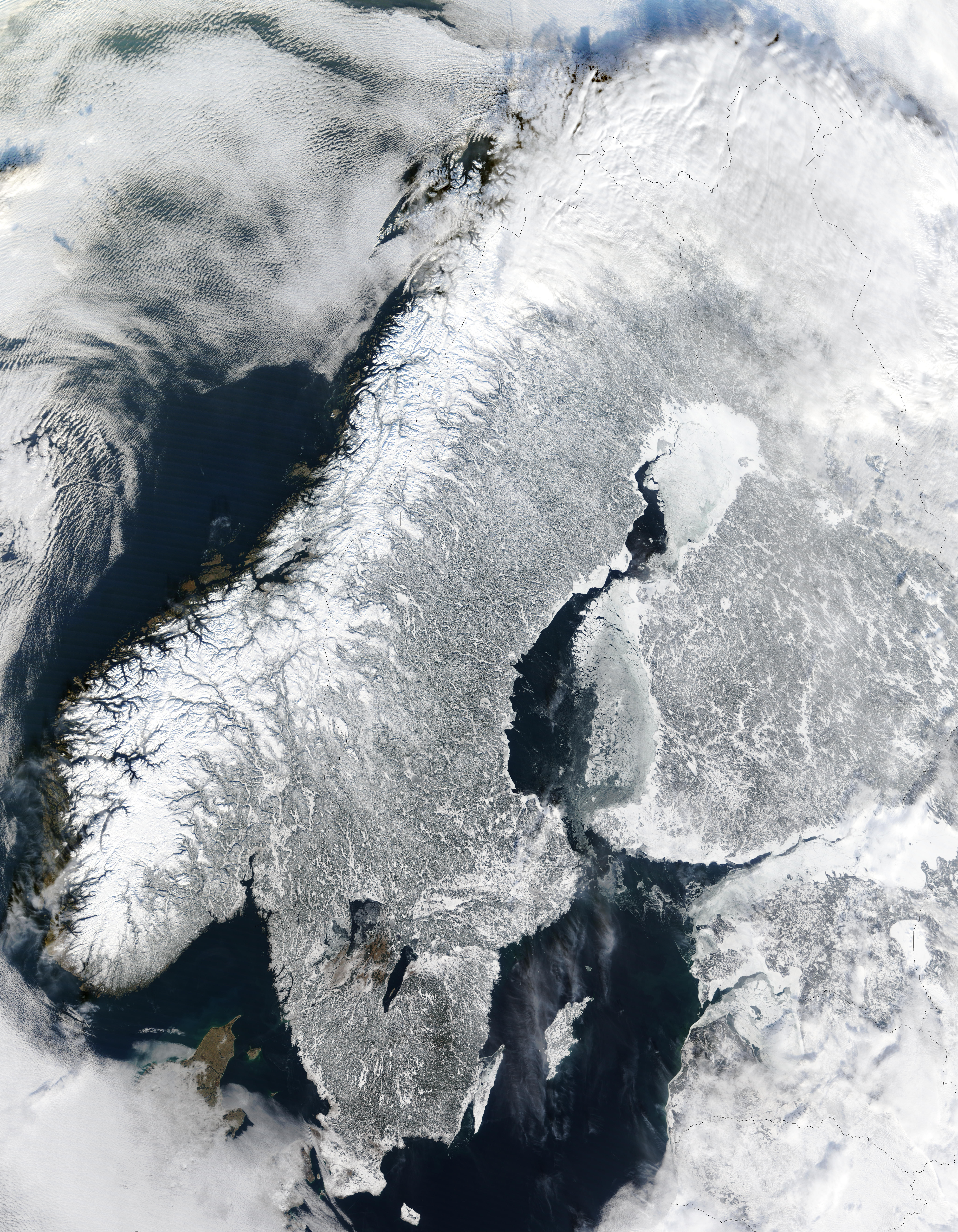
Satellitbild över skandinaviska halvön på vintern (19 februari 2003). Nästan hela halvön är täckt av snö.

Vinter är den kallaste av de fyra årstiderna i områden med subtropiskt, tempererat och subarktiskt klimat samt polarklimat. I tropiskt klimat kan begreppet ibland användas istället för "regnperiod".
Eftersom vintern ser så olika ut i olika klimatzoner saknas en allmänt erkänd definition. Ett förslag är att vintern på Norra halvklotet omfattar månaderna december, januari, februari och i vissa lägen mars. På Södra halvklotet är det juni, juli och augusti som brukar räknas som vintermånader. En annan vinterdefinition är perioden mellan lövfällningen och lövsprickningen eller den tid då det mer än bara tillfälligt brukar ligga snö på marken.
Den astronomiska vintern börjar på norra halvklotet vid vintersolståndet och avslutas vid vårdagjämningen.

## Vädret
Klimatet under olika vintrar varierar även lokalt. Begreppet mildvinter används om vinterperioden är varmare än vanligt i det berörda området. Riktigt kalla vintrar, som är kallare än de flesta vintrarna i det berörda området, kallas vargavinter. Vintern 1965/1966 i Sverige blev på sätt och vis en rekordkall vinter. De senaste vargavintrarna i Sverige var vintrarna 2009/2010 och 2010/2011, där december 2010 på vissa håll i riket blev den kallaste sedan mätningarna inleddes på 1800-talet. I mitten av 1980-talet rådde de närmast föregående omtalade vargavintrarna.

## Vintern i Sverige
SMHI definierar att den meteorologiska vintern infaller när dygnsmedeltemperaturen i fem dygn i följd är lägre än 0 grader. Då infaller vintern den första av dessa dygn. Dessutom gäller att vintern inte kan börja före 1 augusti. Det förekommer i södra Sverige att den meteorologiska vintern uteblir. Enligt en kalendarisk definition omfattas vintern av månaderna december, januari och februari.

## Vinter och levande väsen
Många djur går i ide eller dvala under vintern. Flyttfåglar har flugit till tropiska områden. Ettåriga växter överlever vintern som frön.

## Människan och vintern

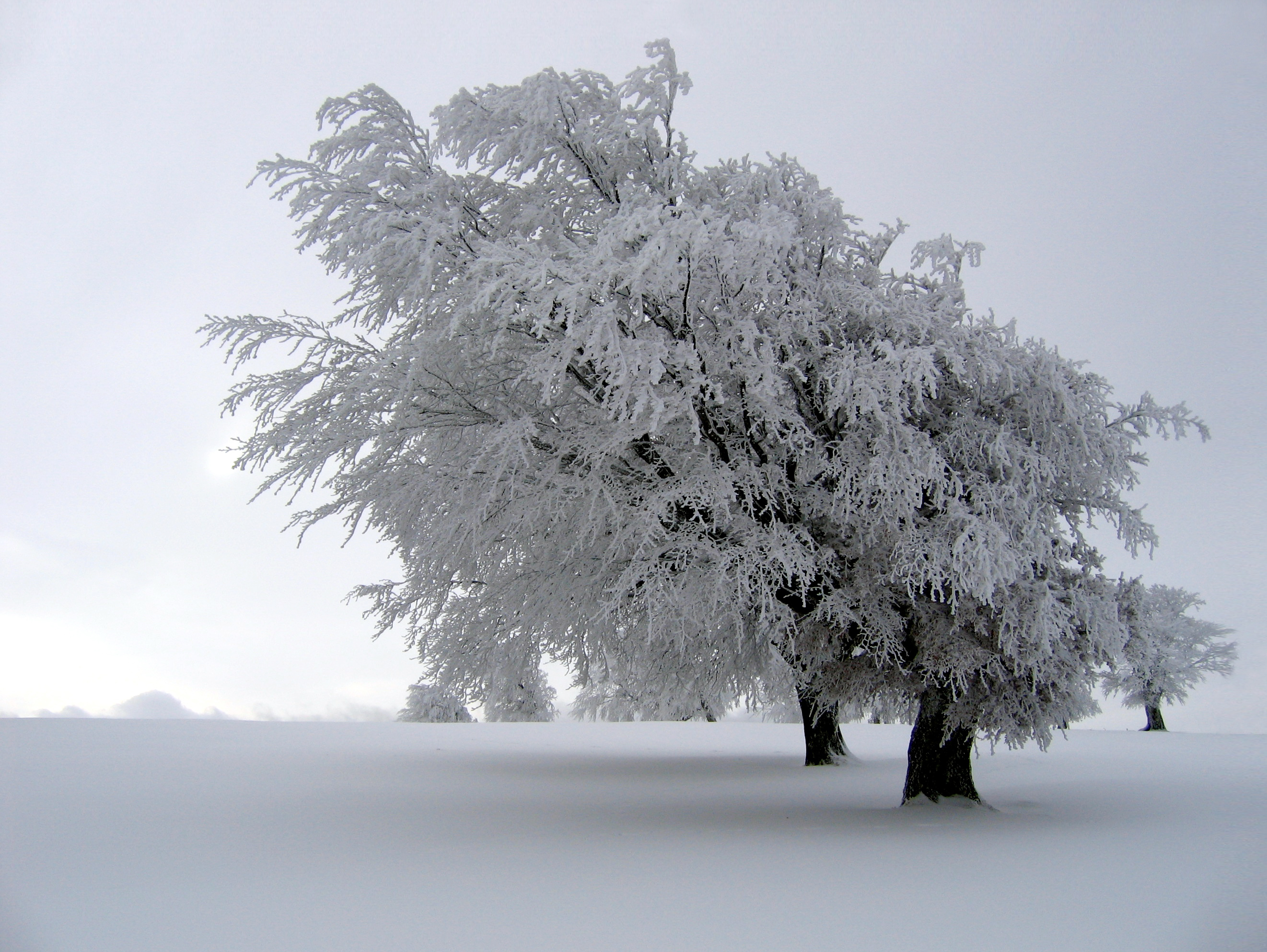
Vinter associeras ofta till snö, som här i Schwarzwald 2005.

Människan härstammar från den tropiska delen av Afrika (se vidare människans utveckling). Vid vandring norrut var folk tvungna att börja använda eld och kläder för att hålla värmen. I våra dagar finns speciella vinterkläder i form av jackor, overaller, mössor och så vidare. Klimatet har påverkat vissa genom mikroevolution, till exempel finns uppfattningar om att mongolvecket över vissa människors ögon är ett skydd mot kyla och det antas ofta att den ljusare hyn hjälper människan att utveckla D-vitamin trots de mörka vinterdagarna.
För att skapa ett anpassat inomhusklimat under vintern behövs byggnadsuppvärmning och värmeisolering. 

### Trafik
Trafiken påverkas av att snö hindrar fordon och is ger halka. För att ta sig fram utomhus behövs snöröjning och annat vinterunderhåll. Vissa fordon är speciellt konstruerade för vinterunderlag, såsom sparkstöttingar och snöskotrar.

### Hälsa
På vintern kan man behöva anpassa sitt levnadssätt till de kallare temperaturerna. Vintervädret kan ge köldskador, snöblindhet, årstidsbunden depression och polärt T3-syndrom.

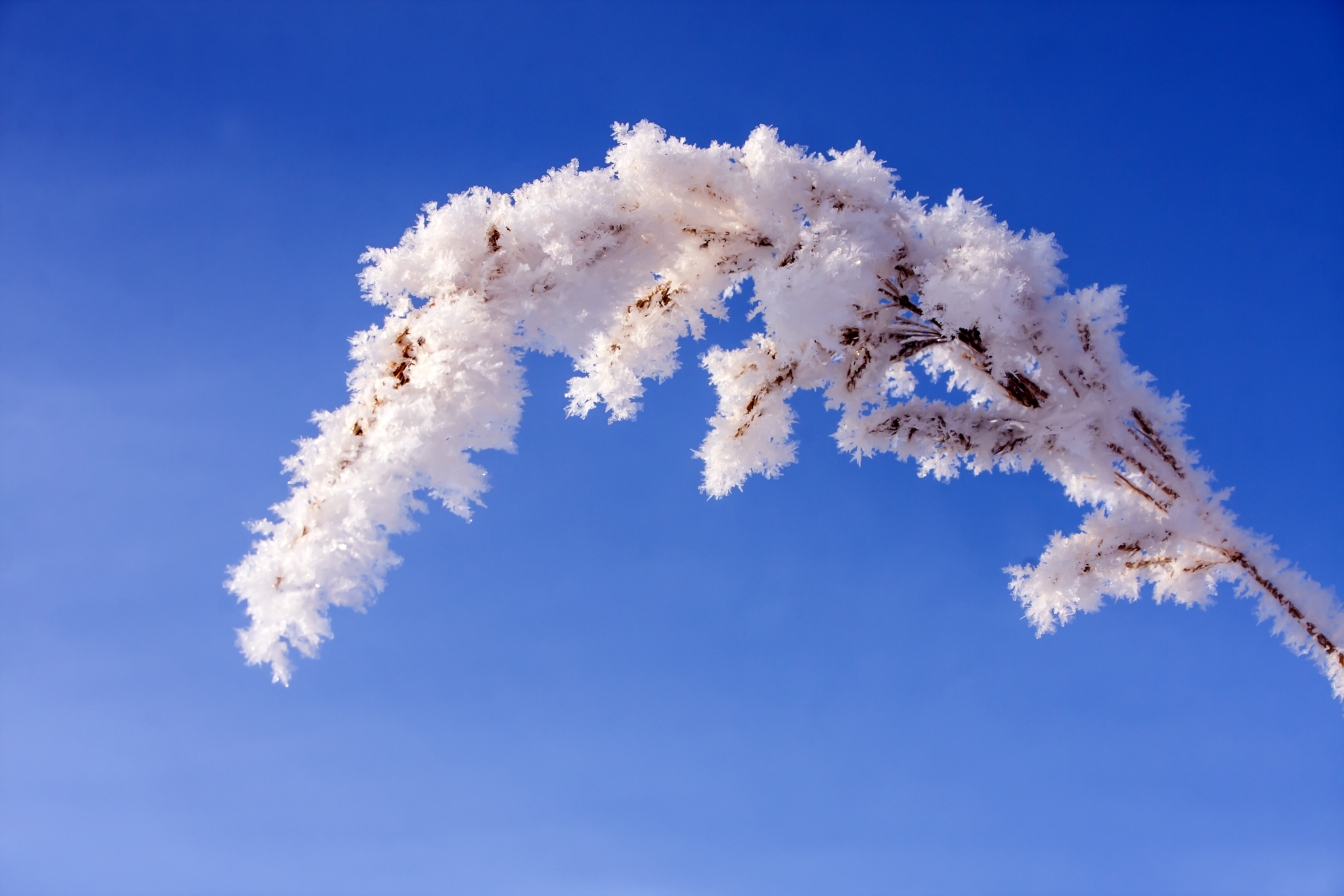
Rimfrost på ett ax.

### Aktiviteter
Vanliga aktiviteter under vintern är skidåkning, långfärdsskridskoåkning, snöbollskastning, snöskottning, kälkåkning och pulkaåkning, isfiske och vinterbad.

#### Vintersport
Skidsport, skridskosport, snowboard, ishockey, bandy och curling är typiska vintersporter, då de utövas på snö eller is. Inom motorsport förekommer exempelvis isracing och tävlingskörning med snöskoter.

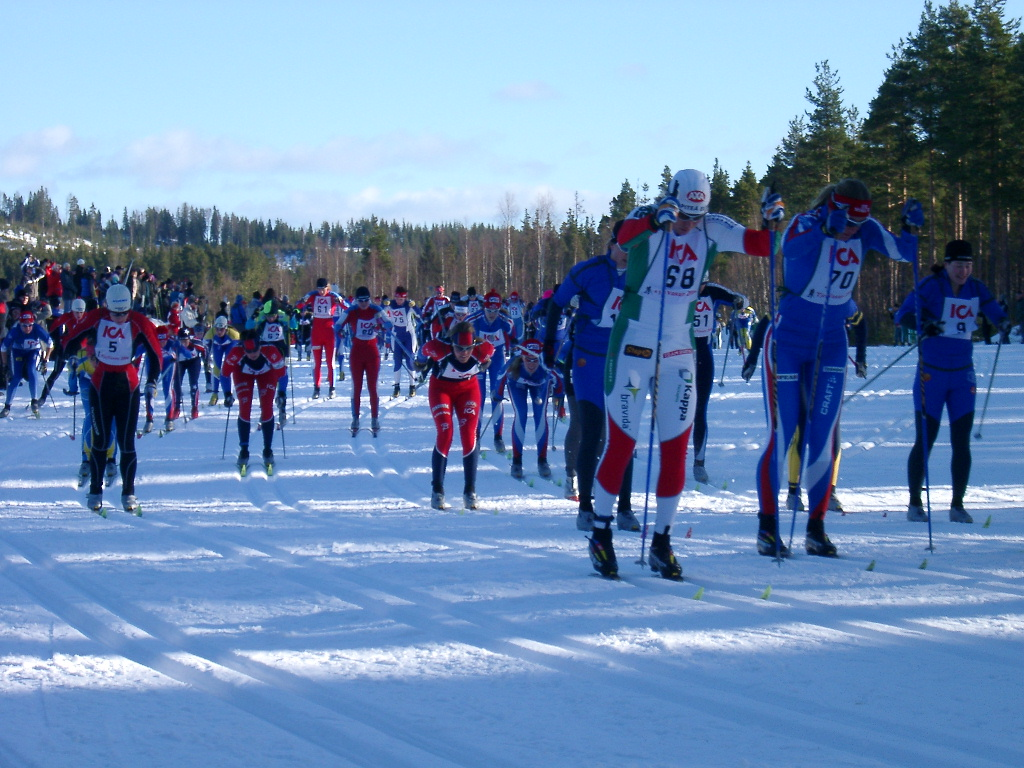
Tjejvasan 2006. Längdskidåkning är en vintersport.

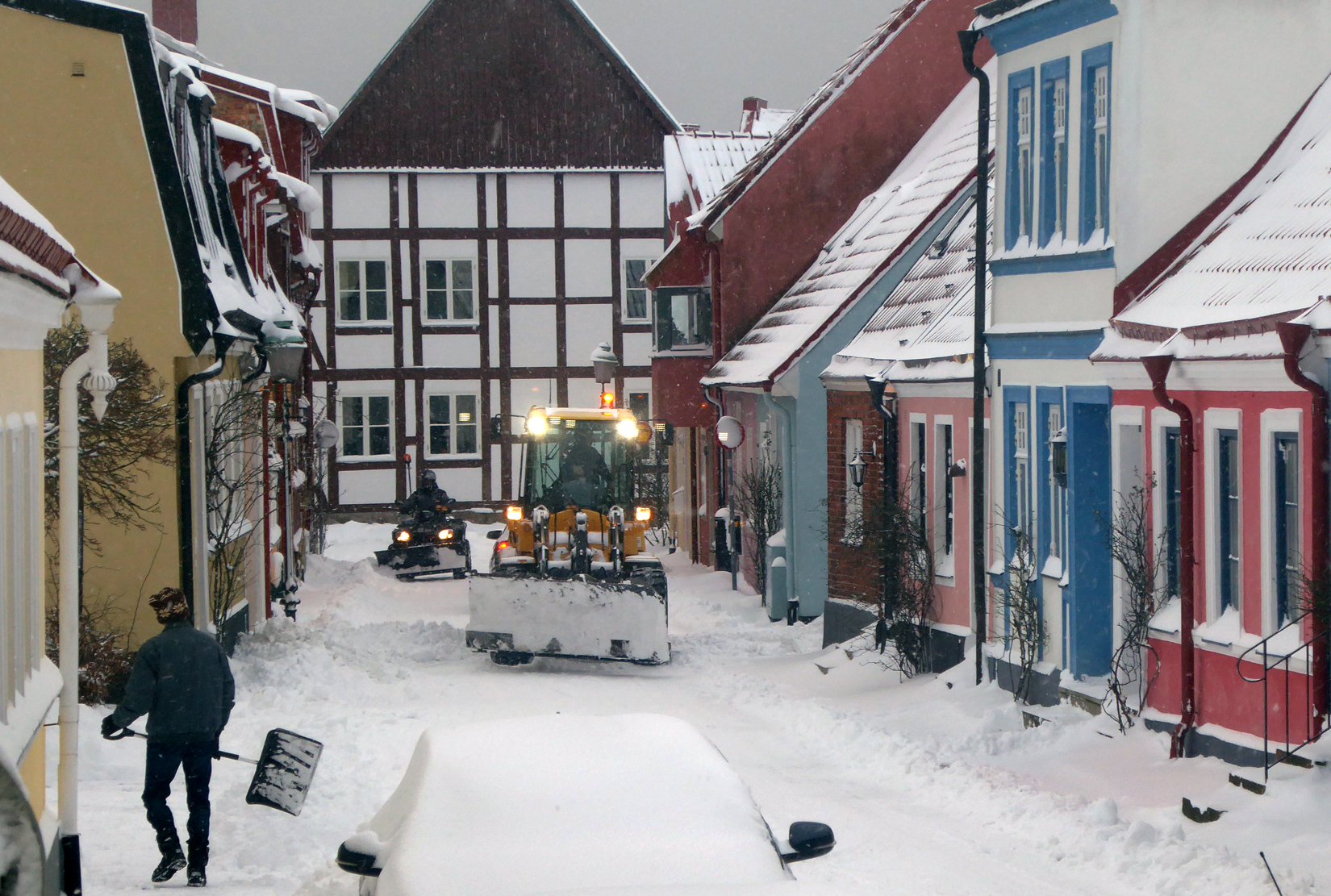
Snöplogning är en typisk vintersyssla.

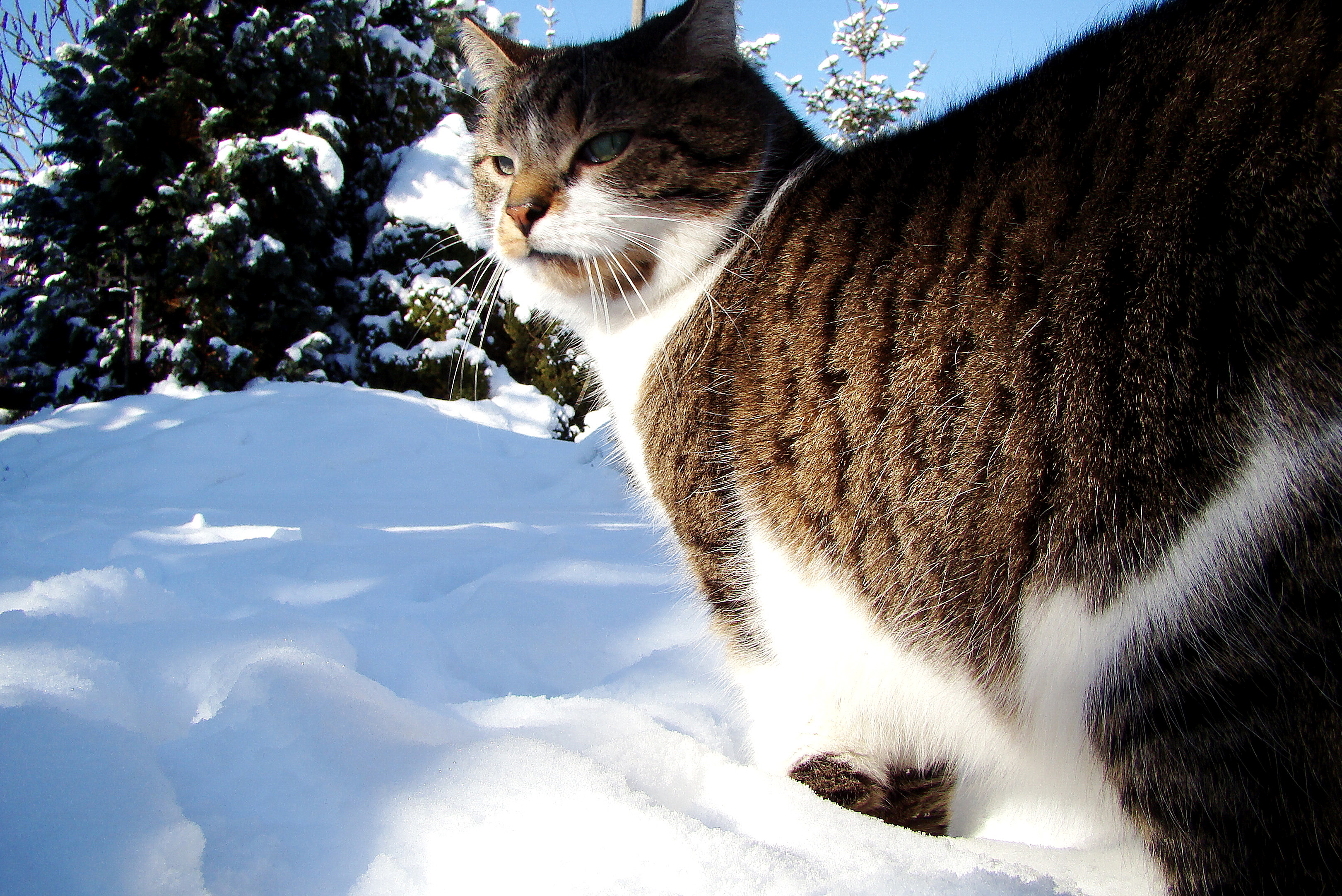

#### Snöbollskrig
Snöbollskrig är en lek som går ut på att ta upp snö (kramsnö), kramar den till en boll eller tills den blir stabil, för att sedan kastas på en "motståndare". Snöbollskrig existerar också som sport, och 2003 vann Japan VM-guld.

### Krig
Att röra sig utomhus i snö och kyla kräver särskild utrustning och kunskap. Därför har vintern avgjort många av världshistoriens krig. Se Tåget över Bält. Karl XII:s ryska fälttåg, Napoleonkrigen, vinterkriget, Operation Barbarossa och Falklandskriget.

### Kultur
Det kalla snöiga landskapet och svårigheterna att klara sig i det har för många varit en kulturell och fascinerande inspirationskälla. Snön, kylan och de mörka nätterna har också kommit att tas upp i symboliken för de högtider som firas under den här delen av året, såsom Lucia, jul och nyår på norra halvklotet.
Mötet med kylan och svårigheterna med vintern illustreras i många sammanhang i konst och litteratur, allt ifrån Super Mario till Sagan om ringen när huvudpersonerna väljer att gå genom Khazad-Dûm istället för att vandra mot kylan genom snön. I Trollvinter om Mumintrollen beskriver Tove Jansson Isfrun vars kalla blick är kopplad till is och död.